# Вейл-Гейт (Нью-Йорк)
Вейл-Гейт (англ. Vails Gate) — переписна місцевість (CDP) в США, в окрузі Орандж штату Нью-Йорк. Населення — 3368 осіб (2020).

## Географія
Вейл-Гейт розташований за координатами 41°27′31″ пн. ш. 74°3′13″ зх. д. / 41.45861° пн. ш. 74.05361° зх. д. (41.458600, -74.053695).  За даними Бюро перепису населення США в 2010 році переписна місцевість мала площу 2,75 км², уся площа — суходіл.

## Демографія
Згідно з переписом 2010 року, у переписній місцевості мешкало 3369 осіб у 1460 домогосподарствах у складі 833 родин. Густота населення становила 1226 осіб/км².  Було 1566 помешкань (570/км²).
Расовий склад населення:
| - 61,7 % — білих - 16,5 % — чорних або афроамериканців - 6,4 % — азіатів - 0,2 % — корінних американців - 0,1 % — вихідців з тихоокеанських островів - 10,9 % — осіб інших рас |

До двох чи більше рас належало 4,2 %. Частка іспаномовних становила 26,2 % від усіх жителів.
За віковим діапазоном населення розподілялося таким чином: 22,1 % — особи молодші 18 років, 61,1 % — особи у віці 18—64 років, 16,8 % — особи у віці 65 років та старші. Медіана віку мешканця становила 38,3 року. На 100 осіб жіночої статі у переписній місцевості припадало 87,0 чоловіків;  на 100 жінок у віці від 18 років та старших — 82,0 чоловіків також старших 18 років.
Середній дохід на одне домашнє господарство  становив 55 431 долар США (медіана — 40 467), а середній дохід на одну сім'ю — 73 130 доларів (медіана — 53 533). Медіана доходів становила 45 114 долари для чоловіків та 29 934 долари для жінок. За межею бідності перебувало 11,1 % осіб, у тому числі 17,0 % дітей у віці до 18 років та 16,9 % осіб у віці 65 років та старших.
Цивільне працевлаштоване населення становило 1646 осіб. Основні галузі зайнятості: освіта, охорона здоров'я та соціальна допомога — 21,7 %, роздрібна торгівля — 19,6 %, транспорт — 10,9 %, мистецтво, розваги та відпочинок — 10,9 %.